# Michał Ślaski
Michał Ślaski (ur. 16 września 1913 w Łodzi, zm. 28 listopada 2000 w Warszawie) – polski aktor operetkowy, reżyser.
W 1933 wstąpił do Państwowego Instytutu Sztuki Teatralnej w Warszawie. Trzy lata później rozpoczął pracę zawodową w Teatrze Letnim. Występował do wybuchu wojny w Towarzystwie Krzewienia Kultury Teatralnej (TKKT).
Po powrocie z wojny, w 1946 roku znalazł się na scenie Łódzkiego Teatru „Lutnia”. W międzyczasie występował także w poznańskim Teatrze Muzycznym i Operze Wrocławskiej oraz w teatrze częstochowskim.
W 1958 objął funkcję kierownika artystycznego Operetki Śląskiej w Gliwicach. Siedem lat poświęcił temu teatrowi, by w 1965 roku związać na stałe z Operetką Warszawską.